# Großer Preis von Italien 1921

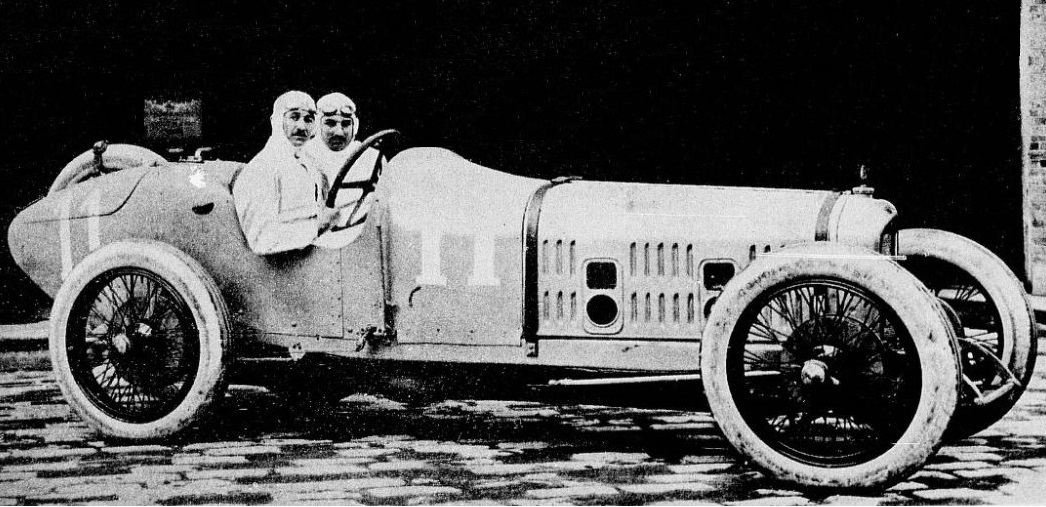
Rennsieger Jules Goux im Ballot 3-Litre

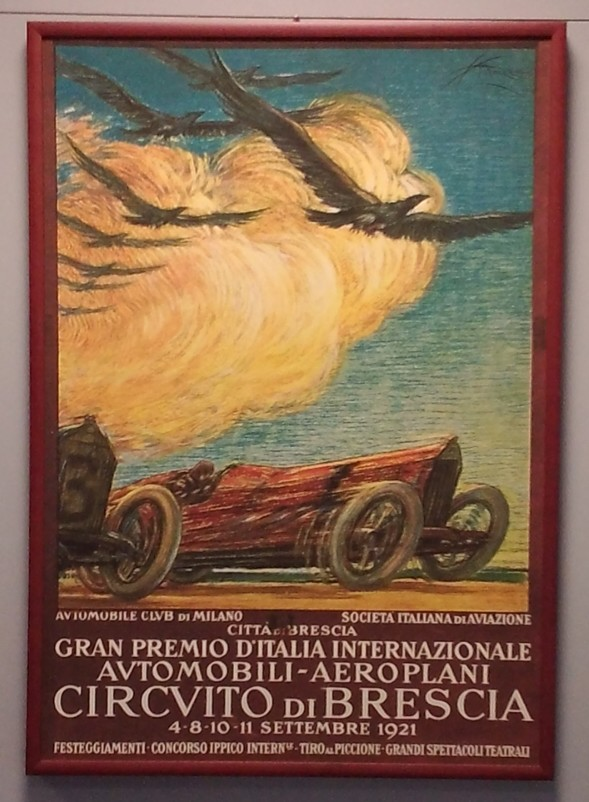
Das Veranstaltungsplakat

Der I. Große Preis von Italien fand am 4. September 1921 auf einem Straßenkurs, dem Circuito di Montichiari zwischen den norditalienischen Städten Montichiari und Brescia statt. Zum ersten Mal in der Geschichte gab es damit neben dem Grand Prix de l’ACF ein zweites internationales Grand-Prix-Rennen innerhalb einer Saison. Das Rennen wurde gemäß der geltenden Grand-Prix-Formel (3 Liter Hubraum, 800 kg Mindestgewicht, Renndistanz mindestens 500 km) über 60 Runden à 17,3 km ausgetragen, was einer Gesamtdistanz von 519 km entsprach. Die Veranstaltung bildete dabei Teil einer Rennwoche, in deren Rahmen auch Rennen für die nicht beim Grand Prix startberechtigten Privat-Herrenfahrer, für Voiturette-Rennwagen und sogar auch für Flugzeuge und Motorräder ausgerichtet wurden.
Das Rennen gewann Jules Goux auf einem Ballot 3-Litre.

## Rennen
Im eigentlichen Gran Premio d’Italia – an dem wie üblich nur Automobilhersteller teilnahmeberechtigt waren – waren mit Fiat und Ballot allerdings nur zwei Teams mit insgesamt lediglich sechs Wagen vertreten. Sunbeam-Talbot, S.C.A.T. und Itala hatten zwar ursprünglich gemeldet, aber bereits im Vorfeld schon wieder zurückgezogen. Auch Fiat hatte sein neues Achtzylinder-Modell 802 nach streikbedingten Verzögerungen im Vorfeld des französischen Grand Prix nun zwar fahrbereit bekommen, die drei Wagen für Louis Wagner, Pietro Bordino und Ugo Sivocci aber keinem ausreichenden Erprobungsprogramm mehr unterziehen können.
Wie üblich wurden die Wagen einzeln in Zeitintervallen von einer Minute ins Rennen geschickt und Bordino konnte durch seine Führung im ersten Renndrittel zumindest die Grundschnelligkeit seines Fiat unter Beweis stellen, bis er zunächst durch einen Reifenschaden hinter Goux auf Rang zwei zurückgeworfen wurde und wenig später wegen Zündproblemen ganz aufgeben musste. Nachdem zuvor auch Sivocci bereits ein ähnliches Schicksal widerfahren war und auch Wagner wegen Reifenschäden abgeschlagen zurücklag, war Ballot nach der Halbzeit des Rennens der Sieg nicht mehr zu nehmen. Zwar beendete auch hier der US-Amerikaner Ralph DePalma, der sich vom Team gegenüber seinen französischen Kollegen benachteiligt fühlte, das Rennen vorzeitig, aber wenigstens zwischen Jules Goux und Jean Chassagne kam es dann doch noch zur Unterhaltung der Zuschauer zu einem teaminternen Kampf um den Sieg, den am Ende Goux nach etwas mehr als dreieinhalb Stunden Renndauer mit etwas über fünf Minuten Vorsprung für sich entschied. Dritter wurde nach Fiat-Fahrer Wagner mit weiteren knapp fünf Minuten Rückstand auf den zweitplatzierten Chassagne.
Das Rennen der Privatfahrer wurde von Guido Masetti auf einem Grand-Prix-Modell von Benz aus 1914 gewonnen, in der Voiturette-Klasse konnten sich Ernest Friederich im Rennen der Werksteams sowie Caberto Conelli bei den Herrenfahrern jeweils auf einem Bugatti Type 13 die Siege sichern, was dem Modell die ehrenvolle Zusatzbezeichnung Brescia einbrachte.

## Ergebnisse

### Meldeliste
| Team               | Nr. | Fahrer         | Info | Chassis        | Motor        | Reifen |
| ------------------ | --- | -------------- | ---- | -------------- | ------------ | ------ |
| Fiat SpA           | 02  | Louis Wagner   |      | Fiat 802       | Fiat 3L I8   | P      |
| Fiat SpA           | 06  | Pietro Bordino |      | Fiat 802       | Fiat 3L I8   | P      |
| Fiat SpA           | 10  | Ugo Sivocci    |      | Fiat 802       | Fiat 3L I8   | P      |
| Automobiles Ballot | 04  | Ralph DePalma  |      | Ballot 3-Litre | Ballot 3L I8 | P      |
| Automobiles Ballot | 08  | Jean Chassagne |      | Ballot 3-Litre | Ballot 3L I8 | P      |
| Automobiles Ballot | 11  | Jules Goux     |      | Ballot 3-Litre | Ballot 3L I8 | P      |

### Startreihenfolge
Die Teilnehmer wurden in der Reihenfolge der zuvor teamweise zugeordneten Startnummern einzeln in Abständen von einer Minute ins Rennen geschickt. 

### Rennergebnis
| Pos. | Fahrer         | Konstrukteur | Runden | Stopps | Zeit        | Start | Schnellste Runde | Ausfallgrund |
| ---- | -------------- | ------------ | ------ | ------ | ----------- | ----- | ---------------- | ------------ |
| 01   | Jules Goux     | Ballot       | 30     | 5      | 3:35:09,000 | 6     |                  |              |
| 02   | Jean Chassagne | Ballot       | 30     |        | + 5:41,000  | 5     |                  |              |
| 03   | Louis Wagner   | Fiat         | 30     |        | + 10:22,000 | 1     |                  |              |
| —    | Ralph DePalma  | Ballot       | 21     |        | DNF         | 2     |                  | Mechanik     |
| —    | Ugo Sivocci    | Fiat         | 18     |        | DNF         | 5     |                  | Motorschaden |
| —    | Pietro Bordino | Fiat         | 16     |        | DNF         | 3     | 6:54,200         | Magnetzünder |